# Prismatolaimus waipukea
Prismatolaimus waipukea is een rondwormensoort uit de familie van de Prismatolaimidae. De wetenschappelijke naam van de soort is voor het eerst geldig gepubliceerd in 1967 door Yeates.